# 松下井知夫
松下 井知夫（まつした いちお、1910年4月21日 - 1990年8月28日）は、日本の漫画家、作家。本名：松下 市郎（まつした いちろう）、東京都出身、明治大学新聞科卒業。日本近代漫画の祖、北澤楽天に師事し、子供向け長編物語漫画作家の草分けの一人と言われる。

## 経歴
北澤楽天が主宰した画塾「楽天漫画スタジオ」で漫画を修業。1933年に、楽天の推薦で東京毎夕新聞社に入社し、「串差おでん」を連載、映画化される程の人気を博す。東京毎夕新聞社では、漫画部主任、上海特派員などを歴任。戦時中は、『アサヒグラフ』に「推進親爺」を連載。1938年には、大田耕士、小野沢亘らと風刺雑誌『カリカレ』の創刊に参加した。
戦後は、横山隆一・近藤日出造・杉浦幸雄らが中心となって設立した漫画家グループ「漫画集団」に参加し中心的メンバーとなる。この「漫画集団」において多くの若手漫画家に強い影響を与え、手塚治虫の結婚式の媒酌人をつとめたことでも知られる。『新バグダッドの盗賊』（1948年）、「星から来た男」（1957年、『週刊漫画TIMES』連載）などで幅広い人気を博した。
漫画家としての活動のほかに、日本語の日常的な用法にも強い関心を持ち、日常用語を原点を照らし合わせながら日本語のコトバとしての魅力を解説した『コトバの原典：アイウエオの神秘』（大平圭拮との共著、東明社、1985年）は、NHKをはじめマスコミ関係の教育現場で教材として活用された。

## 代表作
- 「ナマリン王城物語」(週刊少国民)
- 「とろんこ大将」（毎夕新聞）
- 「推進親爺」（アサヒグラフ）
- 「魔神モセス」（漫画TIMES）
- 「ペラコとモウさん」（少女の友）
- 「トンネルくん」
- 「べーさん」（観光新聞）
- 「春色太閤記」（面白クラブ）
- 「まゆだま女房」（蚕糸の光）
- 「でかんしょ武士」（東京新聞）
- 「星から来た男」（週間漫画）
- 「あごザムライ」（東京新聞）
- 「てんでイイさん」（観光新聞）
- 「アルファマン」（観光新聞）
- 「ポカとうさん」（共同）
- 「夢子のNOTE」（美しい十代）

## 参考書籍
- 清水勲『漫画にみる1945年』、吉川弘文館、1995年。